# 文康
文康（ぶんこう、生没年不詳）とは江戸時代の浮世絵師。

## 来歴
一筆斎文調の門人。俗称は安五郎。文康安とも言われた。窪俊満による文調7回忌の追善摺物に「門葉の文康、舟調」とみられる。
寛政12年の笹屋邦教による『浮世絵類考』中附録「古今大和絵浮世絵始系」に、文政元戊亥年の三馬書入れとして「老人ニシテ今尚存ス」と記されている。
尤も、文政元年は戊寅であり、また、文康を柳文朝の門人としている点は気がかりである。寛政から文化期に作画したとされる。